# 내 사랑 (2007년 영화)
"내 사랑"은 2007년에 개봉한 대한민국의 영화이다.

## 캐스팅
- 감우성 - 세진 역
- 최강희 - 주원 역
- 엄태웅 - 진만 역
- 정일우 - 지우 역
- 이연희 - 소현 역
- 류승룡 - 정석 역
- 임정은 - 수정 역
- 최종률 - 행려 역
- 박현정 - 지은 역
- 서신애 - 혜영 역
- 박창익 - 바다 역
- 박여진 - 선아 역
- 이재혁 - 재국 역
- 김민채 - 바다 선생님 역
- 허선행 - 혜영 부 역
- 이종구 - 세진 상사 역
- 한은선 - 호스티스 역
- 김준홍 - 중국집 배달원 역
- 김건 - 광고회사 직원 1 역
- 이한위 (특별출연)

## 출시
내 사랑은 2007년 12월 18일 대한민국에 첫 개봉되었으며 개장 주말에 182,097 명의 입장객을 동반함으로써 박스 오피스에서 5위로 순위를 올렸다. 이 영화는 한국에서만 총 977,859명의 관람객을 끌어들였으며 2008년 2월 3일 기준으로 6,660,413 달러의 수익을 거두었다.